# Turbomotor
Turbomotor, en populær betegnelse for en turboladet forbrændingsmotor som udnytter motorens  udstødsgasser med forøget virkningsgrad og  -effekt  til  følge.
Motoren kan være en  benzin- eller dieselmotor.
Princippet i turbomotoren er et øget ladetryk, som resulterer i en større fyldningsgrad af ilt  og brændstof og forårsager dermed  en forøget eksplosion i motorens cylindre hvilket indebærer udvikling af flere kW i forhold til cylindervolumen.
Motorerne finder anvendelse i biler, lokomotiver, og skibe.